# Сарбасов, Толеуали Ибрагимович
Толеуали Ибрагимович Сарбасов (род. 1934) — учёный-зоотехник, доктор сельскохозяйственных наук (1985), профессор (1986), академик НАН РК (2003).

## Биография
Родился 21.12.1934 в ауле Бек-Тобе Джамбулского района Джамбулской области.
Окончил Алма-Атинский зооветеринарный институт (1956).
Главный научный сотрудник Казахского научно-исследовательского технологического института овцеводства (КазНИТИО).
Сфера научных интересов: кормление сельскохозяйственных животных, технология заготовки кормов и их подготовки к скармливанию.
Разработал рационы кормления овец при пастбищном содержании и откорме.
Автор более 200 научных и научно-популярных работ, методических пособий, рекомендаций, в том числе 10 монографий, имеет патенты на изобретения.
Награжден медалями РК. Лауреат Государственной премии РК в области науки и техники (1974). Почётный гражданин Алматинской области.
Доктор сельскохозяйственных наук (1985), профессор (1986), академик НАН РК (2003). Докторская диссертация:
- Научные основы и практические приемы полноценного кормления тонкорунных овец в полупустынной зоне : дис…. д-ра с.х. наук: 06.02.02 / Сарбасов Толеуали Ибрагимович. — Алма-Ата, 1984. — 341 c.

Сочинения:
- Производство продукции овцеводства / К. У. Медеубеков, Т. И. Сарбасов. — Алма-Ата: Кайнар, 1980. — 319 с.
- Рекомендации по сбалансированному кормлению овец в юго, юго восточной зоне Казахстана// Т. И. Сарбасов, А.Есенбаев Б.Махатов // Алма -Ата, 1992. — 27 с.
- Рекомендации по организации полноценного кормления шерстных коз в условиях северо-востока Казахстана / Т. И. Сарбасов [и др.]. — Алматы, 1993. — 20 с.
- Мал шаруашылығын интенсивтендіру [Текст] / Қ. Ү. Медеубеков, Н. Р. Рақышев, Т. И. Сарбасов. — Алматы : «Қайнар», 1973. — 99 б.